# Strigoplus bilobus
Strigoplus bilobus är en spindelart som beskrevs av Saha och Dinendra Raychaudhuri 2004. Strigoplus bilobus ingår i släktet Strigoplus och familjen krabbspindlar. Inga underarter finns listade i Catalogue of Life.